# Socket 563
El Socket 563 es un zócalo de CPU microPGA utilizado exclusivamente para procesadores de baja potencia (16 W y 25 W TDP) Athlon XP-M (modelos de 8 y 10).

## Características
Este zócalo se podía encontrar en las computadoras portátiles y requería de componentes de baja potencia en un encapsulado especial de 563 pines μPGA, que es diferente del encapsulado del Socket A (462 pines), utilizado para otros procesadores thlon.
Existieron placas madre para computadoras de escritorio equipadas con Socket 563. PC Chip fue conocida por haber comercializado una de estas placas, la M863G Ver3, incluía  con un procesador socket 563 y un disipador de calor.